# Рікардо Вільямс
Рікардо Вільямс (англ. Ricardo Williams; нар. 25 червня 1981, Цинциннаті, Огайо) — американський професійний боксер, призер Олімпійських ігор.

## Аматорська кар'єра
Рамірес двічі (1998,1999) виграв чемпіонат США серед аматорів у легкій вазі. Він був чемпіоном молодіжного турніру Золоті рукавички.
На Іграх доброї волі 1998 переміг Даміана Остіна (Куба), Паата Гвасалія (Росія) та Ебо Елдера (США).
1999 року взяв участь в чемпіонаті світу, на якому в першому бою переміг Віктора Кастро (Аргентина), а в другому програв Мухаммадкадиру Абдуллаєву (Узбекистан) — 4-11.

### Виступ на Олімпіаді 2000
- У першому раунді переміг Генрі Коллінза (Австралія) — за явною перевагою
- У другому раунді переміг Айосе Олесегуна (Нігерія) — за явною перевагою
- У чвертьфіналі переміг Олександра Леонова (Росія) — 17-12
- У півфіналі переміг Діогенеса Луну (Куба) — 42-41
- У фіналі програв Мухаммадкадиру Абдуллаєву (Узбекистан) — 20-27 і зайняв друге місце.

## Професіональна кар'єра
27 січня 2001 року Вільямс провів дебютний бій на профірингу. Він розраховував якомога швидше отримати титульний бій, однак замість цього 15 лютого 2003 року в 9-му поєдинку несподівано зазнав поразки від мексиканського джорнімена Хуана Валенсуели. Через рік Вільямса спіткала друга невдача в бою з 36-річним екс-чемпіоном світу за версією WBO в напівсередній вазі Меннінгом Гелловей (США). 2005 року до невдач на ринзі Вільямса додалися проблеми з законом. Він був засуджений до трьох років за участь в злочинній групі, яка переправила до США кокаїн з метою його збуту.
Після відбуття 31 місяця ув'язнення Вільямс поновив заняття боксом, виграв 9 боїв підряд, але 15 грудня 2011 року програв втретє за кар'єру, після чого провів ще три боя і завершив виступи.